# Radiumnitrat
Radiumnitrat ist eine chemische Verbindung des Radiums aus der Gruppe der Nitrate.

## Gewinnung und Darstellung
Wasserfreies Radiumnitrat wird hergestellt, indem man Radiumcarbonat mit Salpetersäure umsetzt.
{\displaystyle \mathrm {RaCO_{3}+2\ HNO_{3}\longrightarrow Ra(NO_{3})_{2}+H_{2}O+CO_{2}\uparrow } }

## Eigenschaften
Radiumnitrat ist ein weißer Feststoff, der gut in Wasser löslich ist. Die Löslichkeit nimmt mit steigender Konzentration an Salpetersäure ab. Durch die geringe Löslichkeit in 80%iger Salpetersäure kann man Radiumnitrat gut von den Nitraten anderer Elemente abtrennen.